# 天津市交通拥堵治理措施
天津市交通拥堵治理措施，即天津市小客车总量调控管理及机动车限行交通管理措施，2013年12月15日晚7时，天津市政府新闻办召开的新闻发布会，宣布：天津市人民政府决定，自2013年12月16日零时起，在全市实行小客车总量调控管理，采取控制总量和适当限行的双重措施，即“限牌”措施和“限行”措施。

## 背景
2006年至2012年，天津市的机动车保有量由120万辆增加到236万辆，每年增量由7万辆增加到30万辆。
北京市政府于2010年12月23日公布了《关于进一步推进缓解首都交通拥堵工作意见》，推出包括摇号上牌、提高中心城区停车费、加快建设公共交通系统等一系列强有力的措施缓解北京的拥堵局面，是天津周边地区最早实行限牌限号政策的地区。
2013年8月6日，中共天津市委、天津市人民政府发布《美丽天津建设纲要》，其中提到：“应对日益严重的交通拥堵趋势，适时考虑采取限购、限行等办法，控制机动车数量过快增长。”
2013年12月6日，天津市副市长尹海林在参加中央电视台《中国政策论坛》节目时表示：天津市政府准备出台政策，控制机动车保有量的增长。
2013年12月15日，2013年12月15日晚7时，天津市政府新闻办召开的新闻发布会公布《天津市人民政府关于实行小客车总量调控管理的通告》、《天津市人民政府关于实施机动车限行交通管理措施的通告》，宣布自2013年12月16日零时起，在全市实行小客车总量调控管理，采取控制总量和适当限行的双重措施，即“限牌”措施和“限行”措施。

## 具体措施

### 限牌
根据《天津市人民政府关于实行小客车总量调控管理的通告》，天津市自2013年12月16日0时起实施限牌政策，采取“汽车牌照无偿摇号与有偿竞价相结合的限牌措施”。

### 限行
根据《天津市人民政府关于实施机动车限行交通管理措施的通告》，天津市自2014年3月1日起实施限行政策。具体限行规定如下：
- 工作日（周六、日、法定节假日除外）7时至9时和16时至19时（早晚高峰），禁止外埠牌照机动车在外环线（不含）以内道路通行；
- 每日7时至19时，禁止货运机动车在外环线上通行；
- 每日7时至19时，所有牌照机动车在外环线（不含）以内道路，实施按车牌尾号区域限行交通管理措施。限行尾号轮换期为13周一次，与北京、石家庄、张家口、邢台、廊坊、唐山、保定、秦皇岛、雄安新区一致。但对于警车、消防车、救护车、工程救险车等4类特种车辆、公共汽车、班车（持公安交管部门核发的班车证）、长途汽车（持公安交管部门核发的长途车证）、大中型客车、出租汽车（不含租赁车辆）、邮政专用车（持公安交管部门核发的邮政通行证）、各国驻华使、领馆和国际组织驻华机构机动车（“使”字号牌车辆）、环卫、园林、道路养护等专项作业车辆、殡仪馆的殡葬车辆，则不受尾号限行限制。

2018年2月19日，天津市人民政府决定对北京牌照（京牌）小型、微型载客汽车在天津市通行管理措施进行调整。自2月22日起，北京牌照小型、微型载客汽车不受天津市关于外埠牌照机动车早晩高峰限行规定的限制，但需同时遵守天津市关于机动车限行管理其他有关规定。此举也是推进京津交通一体化乃至京津冀一体化的主要举措。

## 影响和争议

### 影响
政策发布当天，天津市出现汽车抢购现象，部分4S店当日销量翻了十番。

### 争议
天津市的新政遭到市民和媒体的质疑，质疑多集中在连夜出台新政为何不设缓冲期、限号治堵抗霾疑为懒政思维、公共交通服务水平较差的情况下是否适宜限牌限号等。